# Šešupė
El Šešupė o Xeixupe (polonès, Szeszupa; rus: Шешупе; alemany: Scheschup(p)e) és un riu del nord-est d'Europa que flueix per Polònia (durant 27 km), Lituània (durant 158 km) i Rússia (62 km). Durant 51 km conforma la frontera entre l'óblast de Kaliningrad, un enclavament de Rússia, i Lituània. El Šešupė desemboca al riu Niemen prop de la ciutat de Neman.